# Ủy ban Chỉ đạo và Tiếp cận Đảng Dân chủ Thượng viện Hoa Kỳ
Ủy ban Chỉ đạo và Tiếp cận Đảng Dân chủ Thượng viện Hoa Kỳ (tiếng Anh: United States Senate Democratic Steering and Outreach Committee, viết tắt là DSOC) là một ủy ban trực thuộc chuyên thúc đẩy đối thoại giữa các đảng viên Dân chủ Thượng viện và các nhà lãnh đạo cộng đồng trên khắp Hoa Kỳ. Ủy ban Chỉ đạo tổ chức một số cuộc họp mỗi năm với những người ủng hộ, nhà hoạt động, chuyên gia chính sách và các quan chức được bầu để đưa ý kiến về cấu trúc chương trình nghị sự của Đảng Dân chủ tại Thượng viện Hoa Kỳ. Ủy ban Tiếp cận phụ trách tiếp cận dân chúng và vận động sự ủng hộ của công chúng đối với Cuộc họp kín.

## Lịch sử
Tháng 11 năm 2008, sau cuộc bầu cử tổng thống, ủy ban, với quyền kiến nghị ban lãnh đạo cuộc họp kín về chủ tịch và thành viên các ủy ban Thượng viện, xem xét tước chức Chủ tịch Ủy ban An ninh nội địa và Các vấn đề Chính phủ của Thượng nghị sĩ Joe Lieberman từ Connecticut, sau khi ông tán thành Thượng nghị sĩ Đảng Cộng hòa John McCain trong chiến dịch tranh cử tổng thống năm 2008 của mình. Nhiều người trong cuộc họp kín bày tỏ sự thất vọng trước sự ủng hộ nhiệt thành của ông dành cho McCain và việc ông đặt câu hỏi về tư cách và kinh nghiệm của Thượng nghị sĩ Đảng Dân chủ Barack Obama để tranh cử vị trí này. Cuối cùng, cuộc họp kín đã bỏ phiếu 42-13 để cho phép Lieberman tiếp tục giữ chức chủ tịch trong khi ông bị tước quyền thành viên của Ủy ban Môi trường và Công trình Công cộng.
Tháng 11 năm 2016, sau khi đảng viên Đảng Dân chủ Hillary Clinton thất bại trong cuộc bầu cử tổng thống Hoa Kỳ năm 2016,Lãnh đạo Đảng Dân chủ Thượng viện Chuck Schumer thông báo bổ nhiệm Thượng nghị sĩ Bernie Sanders làm Chủ tịch phụ trách Tiếp cận, trong khi Chủ tịch đương nhiệm Amy Klobuchar vẫn tiếp tục làm Chủ tịch nhưng chỉ phụ trách Chỉ đạo. Sanders trở nên nổi tiếng trong cuộc bầu cử sơ bộ tổng thống của Đảng Dân chủ năm 2016 và việc bổ nhiệm ông được coi là sự thừa nhận rộng rãi về vai trò của ông trong việc tiếp cận cử tri. Điều này khiến Sanders trở thành chính khách độc lập đầu tiên nắm giữ vị trí lãnh đạo trong Đảng Dân chủ.

## Thành viên
Sau khi Bill Nelson thua cuộc đua tái tranh cử vào năm 2018, ông rời ủy ban và vị trí của ông vẫn chưa được lấp đầy.
| Đội hình       | Đội hình                                                            | Đội hình      |
| Thượng nghị sĩ | Thượng nghị sĩ                                                      | Tiểu bang     |
| -------------- | ------------------------------------------------------------------- | ------------- |
|                | Amy Klobuchar, Chủ tịch phụ trách Chỉ đạo                           | Minnesota     |
|                | Bernie Sanders, Chủ tịch phụ trách Tiếp cận                         | Vermont       |
|                | Jeanne Shaheen, Phó Chủ tịch                                        | New Hampshire |
|                | Chuck Schumer                                                       | New York      |
|                | Dick Durbin                                                         | Illinois      |
|                | Patrick Leahy                                                       | Vermont       |
|                | Kirsten Gillibrand                                                  | New York      |
|                | Chris Coons, Chủ tịch Tiếp cận Kinh doanh                           | Delaware      |
|                | Bob Casey, Jr.                                                      | Pennsylvania  |
|                | Jon Tester                                                          | Montana       |
|                | Brian Schatz                                                        | Hawaii        |
|                | Tammy Baldwin                                                       | Wisconsin     |
|                | Bob Menendez, Chủ tịch Lực lượng Đặc nhiệm Người Mỹ gốc Tây Ban Nha | New Jersey    |

## Chủ tịch
| Chủ tịch                   | Chủ tịch                   | Chủ tịch                   | Chủ tịch                    | Chủ tịch                    | Chủ tịch                    | Chủ tịch  |
| Chủ tịch                   | Chủ tịch                   | Chủ tịch                   | Tiểu bang                   | Tiểu bang                   | Tiểu bang                   | Nhiệm kỳ  |
| -------------------------- | -------------------------- | -------------------------- | --------------------------- | --------------------------- | --------------------------- | --------- |
|                            | Hillary Clinton            | Hillary Clinton            | New York                    | New York                    | New York                    | 2003–2007 |
|                            | Debbie Stabenow            | Debbie Stabenow            | Michigan                    | Michigan                    | Michigan                    | 2007–2011 |
|                            | Mark Begich                | Mark Begich                | Alaska                      | Alaska                      | Alaska                      | 2011–2015 |
|                            | Amy Klobuchar              | Amy Klobuchar              | Minnesota                   | Minnesota                   | Minnesota                   | 2015–2017 |
| Chủ tịch phụ trách Chỉ đạo | Chủ tịch phụ trách Chỉ đạo | Chủ tịch phụ trách Chỉ đạo | Chủ tịch phụ trách Tiếp cận | Chủ tịch phụ trách Tiếp cận | Chủ tịch phụ trách Tiếp cận | Nhiệm kỳ  |
| Chủ tịch                   | Chủ tịch                   | Tiểu bang                  | Chủ tịch                    | Chủ tịch                    | Tiểu bang                   | Nhiệm kỳ  |
|                            | Amy Klobuchar              | Minnesota                  |                             | Bernie Sanders              | Vermont                     | 2017–nay  |